# Fernsehproduktion
Als TV- oder Fernsehproduktion werden Programminhalte bezeichnet, die für die Ausstrahlung im Fernsehen produziert werden. Neben Fernsehfilmen und Fernsehserien zählen hierzu auch die in den unterschiedlichen Fernsehsendungen gezeigten Formate wie Kultursendungen, Talk-Shows oder Magazine.

## Produktion
Die Fernsehproduktion ist ein mehrstufiger Prozess.
- Konzept: Aktuelle Ereignisse, Trends, Ideen werden in ein mögliches Sendeformat umgesetzt. Die Konzeption entsteht aus Initiative von Fernsehsendern, Autoren oder Produzenten.
- Auswahl: Es wird ein Exposé des geplanten Produktionsvorhabens erstellt. Das Exposé wird nach seiner Attraktivität und den Kosten für eine Umsetzung bewertet.
- Produktion im eigentlichen Sinne: Hierzu zählen die Erstellung eines Treatments, das Verfassen eines Drehbuchs und die Dreharbeiten.
- Postproduktion: Das bei den Dreharbeiten erstellte Material wird geschnitten und nachbearbeitet. Hierzu zählen etwa die Vertonung und das hinzufügen von Spezialeffekten. Das Rohmaterial wird in eine sendefertige Fassung überführt.
- Sendeabwicklung: Die letzte Stufe ist die Ausstrahlung der Sendung.

Die einzelnen Stufen des Prozesses können dabei von verschiedenen Anbietern übernommen werden. Hierbei entscheidet sich, ob es sich um eine Eigenproduktion, eine Auftragsproduktion, eine Fremdproduktion oder eine Koproduktion handelt. Die Produktionen werden vor allem im öffentlich-rechtlichen Fernsehen auf mehreren Sendern verwertet. Bestes Beispiel ist etwa die ARD-Tagesschau, die parallel oder zeitversetzt auf den dritten Programmen oder auf den digitalen Kanälen ausgestrahlt wird.

### Eigenproduktion
Bei der Eigenproduktion liegen alle Stufen des Produktionsprozesses einer Sendung in der finanziellen und administrativen Obhut des Senders: Konzeption, Produktion, Postproduktion und Ausstrahlung. Ein typisches Beispiel für die Eigenproduktion sind Nachrichtensendungen. Voraussetzung dafür ist, dass der Sender die komplette Infrastruktur zum Erstellen und Ausstrahlen einer Sendung besitzt.

### Auftragsproduktion
Bei der Auftragsproduktion werden einzelne Produktionsschritte an externe Dienstleister vergeben. So kann der Sender etwa die technische Produktion auslagern, während er die Redaktion selbst betreibt. Es ist aber auch denkbar, dass ein Sender den ganzen Produktionsprozess auslagert. Sogenannte Full-Service-Provider übernehmen in diesem Fall den gesamten Produktionsprozess und können dabei wieder einzelne Teile, etwa die Postproduktion, an weitere Dienstleister vergeben. Durch Auftragsproduktionen kann der Sender Produktionskosten sparen, da er z. B. kein eigenes Fernsehstudio unterhalten muss. Zudem machen sich hier Spezialisierungseffekte bemerkbar. So gibt es Dienstleister, die auf Spezialeffekte oder bestimmte Genres spezialisiert sind. Es entstehen Skaleneffekte, da ein für mehrere Auftraggeber tätiger Dienstleister seine Produktionsressourcen effektiver nutzen und so teure Leerlaufzeiten vermeiden kann. Ein weiterer Vorteil besteht in der größeren Innovationskraft externer Dienstleister. Diese sind dem Markt stärker ausgesetzt als Fernsehsender und müssen daher schneller auf Trends reagieren. Die Auslagerung von Produktionsprozessen birgt aber auch die Gefahr, dass der Sender auf Dauer an Know-how verliert. Dies führt langfristig in die Abhängigkeit von externen Dienstleistern. Da viele externe Dienstleister auf dem Markt existieren, besteht ein gewisser Preisdruck. Dies kann dazu führen, dass bei der redaktionellen oder technischen Qualität gespart wird. Der auftraggebende Sender hat nur noch bedingt Einfluss auf die Qualität der gelieferten Beiträge.
Die meisten Sender sind selbst an Produktionsfirmen beteiligt oder sind deren Eigentümer. Der Sender kann so im eigenen Unternehmensverband produzieren lassen, aber gleichzeitig die Dienstleistung auch Dritten anbieten, wodurch eine effektivere Ausnutzung der Ressourcen möglich ist. Da die öffentlich-rechtlichen Sender nur bedingt am Markt agieren dürfen und eine stärkere Kontrolle über die Inhalte von Auftragsproduktionen haben möchten, ist dieses Modell für sie besonders attraktiv. Die ARD und das ZDF sind an mehreren Produktionsfirmen und anderen Dienstleistern beteiligt oder sind deren Eigner.
Für privaten und öffentlich-rechtlichen Rundfunk sind Auftragsproduktionen von unterschiedlicher Bedeutung. Während beim privaten Rundfunk meist nur wirtschaftliche Erwägungen eine Rolle bei der Fremdvergabe von Produktionsprozessen spielen, gelten für den öffentlich-rechtlichen Rundfunk aufgrund seiner Rechtsform als Anstalt des öffentlichen Rechts besondere Regeln. Die Grenzen liegen bei ihm in Programmbereichen, die den Kernbestand öffentlich-rechtlichen Rundfunks betreffen. Durch ihren Grundversorgungsauftrag stellen ARD und ZDF höhere Ansprüche an kulturelle und journalistische Qualität.
Es besteht die Gefahr, dass zunehmende Auftragsproduktionen zu einem journalistischen Massenprodukt werden. Die Vielfalt könnte leiden, wenn etwa nur ein Dienstleister mehrere Sender mit Nachrichten beliefert.

### Fremdproduktion
Bei Fremdproduktionen handelt es sich in der Regel um komplette Fernsehformate oder Filme. Der ausstrahlende Sender erwirbt von einem Rechtehändler die Lizenz, diese Programme auszustrahlen. Der Sender hat keinerlei Einfluss auf den Inhalt der Sendungen, da er in keiner Stufe (mit Ausnahme der technischen Verbreitung) am Produktionsprozess beteiligt ist. Beste Beispiele hierfür sind etwa ausländische Fernsehserien und Filme. Die Fremdproduktion ist strenggenommen ein Unterfall der Eigen- oder der Auftragsproduktion, da ursprünglich ein anderer Sender oder ein Filmstudio die Werke produziert oder in Auftrag gegeben hat.

### Koproduktion
Bei der Koproduktion beteiligen sich mehrere Sender und/oder Dienstleister an einer Produktion. Durch ein logistisches oder finanzielles Joint Venture können so Produktionskosten und -risiken minimiert werden. Andererseits profitieren alle Beteiligten am Erfolg eines Programms und haben bestimmte Rechte am Produkt. Koproduktionen finden sich häufig bei aufwändigen Dokumentationen oder bei Kino- und Fernsehfilmen. Da auch bei der Koproduktion alle Produktionsprozesse in Eigenleistung oder als Auftragsarbeiten erstellt werden können, ist auch sie strenggenommen ein Unterfall der Eigen- und Auftragsproduktion.

### Nutzergenerierter Inhalt
Ein besonderer Fall ist der vom Nutzer generierte Inhalt, der sogenannte user-generated content. So gibt es Fernsehsender, die auch von Zuschauern erstellte Inhalte ausstrahlen. Ein klassisches Beispiel sind etwa die einzelnen Beiträge in Heimvideo-Sendungen. Durch das Internet ist es noch einfacher für Fernsehsender geworden, an nutzergenerierte Inhalte zu gelangen.

## Auszeichnungen
Seit 1964 wird in Deutschland alljährlich der Grimme-Preis (früher Adolf-Grimme-Preis) für Fernsehproduktionen verliehen, „die für die Programmpraxis vorbildlich und modellhaft sind.“ Der Grimme-Preis gilt als bedeutendste Auszeichnung für Fernsehproduktionen in Deutschland. Eine zusammenfassende Übersicht über weitere bedeutende Fernsehpreise im In- und Ausland findet sich im Rahmen der Wikipedia unter dem Lemma Fernsehpreis.